# 한재당
한재당(寒齋堂)은 대한민국 경기도 김포시 하성면에 있는, 조선 전기 문신인 한재 이목(1471∼1498) 선생의 위패를 모신 사당이다.1975년 9월 5일 경기도의 기념물 제47호로 지정되었다.

## 개요
조선 전기 문신인 한재 이목(1471∼1498) 선생의 위패를 모신 사당이다.
이목은 김종직의 문인으로 19세(연산군1년, 1495)에 문과에 장원급제하여 영안도평사 등을 지냈으나 연산군4년(1498) 무오사화에 연루되어 28세의 젊은 나이에 사형에 처해졌다.
한재당은 헌종14년(1848)에 처음 지어진 뒤 1974년에 고쳐 지었으며 1995년에 정자를 세웠다. 1848년에 건립된 사당은 맞배지붕 목조와가로 정면3칸, 측면2칸이며 일주문과 담장이 둘러 있었으나 신사당 건립으로 인해 구사당과 일주문은 없어지고 현재는 담장과 터만 남아있다. 1974년에 자리를 옮겨 건립한 신사당은 콘크리트로 신축한 건평 12평의 건물로 위패를 봉안하고 숙종43년(1717)과 경종2년(1722)년에 추증한 교지가 함께 보관되어 있다.
해마다 이목 선생의 기일인 음력 7월 26일에는 선생에게 차를 올리는 헌다례(獻茶禮) 의식이 거행된다.

## 같이 보기
- 이목

## 참고 자료
- 한재당 - 국가유산청 국가유산포털